# Parachnoidea rowdeni
Parachnoidea rowdeni is een mosdiertjessoort uit de familie van de Arachnidiidae. De wetenschappelijke naam van de soort is voor het eerst geldig gepubliceerd in 2012 door Gordon.